# Jamie McGrath
Jamie Terence McGrath (Athboy, Irlanda, 30 de septiembre de 1996) es un futbolista irlandés. Juega de centrocampista y su equipo es el Hibernian F. C. de la Scottish Premiership.

## Trayectoria
Formado en las inferiores del St Patrick's Athletic, fue promovido al primer equipo en la temporada 2014 y jugó tres temporadas en el club. Entre 2017 y 2019 jugó para el Dundalk F. C.
El 7 de enero de 2020 fichó por el St. Mirren de la Scottish Premiership.
El 31 de enero de 2022 firmó contrato con el Wigan Athletic inglés. Luego de ganar el ascenso a la EFL Championship, el club lo envió a préstamo al Dundee United. La siguiente temporada siguió en Escocia, una vez se había desvinculado del Wigan Athletic, después de firmar por dos años con el Aberdeen F. C. Durante el segundo de ellos, en febrero de 2025, se anunció su llegada al Hibernian F. C. una vez expirara su contrato.

## Selección nacional
Fue internacional en categorías inferiores con Irlanda. Debutó con la selección absoluta el 3 de junio de 2021 ante Andorra.

## Clubes
| Club                           | País       | Año           |
| ------------------------------ | ---------- | ------------- |
| St Patrick's Athletic F. C.    | Irlanda    | 2014-2016     |
| Dundalk F. C.                  | Irlanda    | 2017-2019     |
| St. Mirren F. C.               | Escocia    | 2020-2022     |
| Wigan Athletic F. C.           | Inglaterra | 2022-2023     |
| Dundee United F. C. (préstamo) | Escocia    | 2022-2023     |
| Aberdeen F. C.                 | Escocia    | 2023-2025     |
| Hibernian F. C.                | Escocia    | 2025-presente |

## Palmarés

### Títulos nacionales
| Título                                 | Club                        | País       | Año     |
| -------------------------------------- | --------------------------- | ---------- | ------- |
| Copa de Irlanda                        | St Patrick's Athletic F. C. | Irlanda    | 2014    |
| Copa de la Liga de Irlanda             | St Patrick's Athletic F. C. | Irlanda    | 2015    |
| Copa de la Liga de Irlanda             | St Patrick's Athletic F. C. | Irlanda    | 2016    |
| Copa de la Liga de Irlanda             | Dundalk F. C.               | Irlanda    | 2017    |
| Premier Division de la Liga de Irlanda | Dundalk F. C.               | Irlanda    | 2018    |
| Copa de Irlanda                        | Dundalk F. C.               | Irlanda    | 2018    |
| Supercopa de Irlanda                   | Dundalk F. C.               | Irlanda    | 2019    |
| Copa de la Liga de Irlanda             | Dundalk F. C.               | Irlanda    | 2019    |
| Premier Division de la Liga de Irlanda | Dundalk F. C.               | Irlanda    | 2019    |
| English Football League One            | Wigan Athletic F. C.        | Inglaterra | 2021-22 |
| Copa de Escocia                        | Aberdeen F. C.              | Escocia    | 2024-25 |